# Ménage à Troi
"Ménage à Troi" (títol original en anglès "Ménage à Troi") és el 24è episodi de la tercera temporada de la sèrie de televisió de ciència-ficció estatunidenca Star Trek: La nova generació, i el 72è de tota la sèrie, que es va emetre originalment el 28 de maig de 1990, en redifusió als Estats Units. El guió va ser creat per Fred Bronson i Susan Sackett. Va ser dirigit per Robert Legato.
Ambientada al segle XXIV, la sèrie segueix les aventures de la tripulació de la nau de la Flota Estel·lar de la Federació Enterprise-D sota el comandament del capità Jean-Luc Picard. En aquest episodi,  el comandant Riker, la consellera Troi i l'ambaixadora Lwaxana Troi són segrestats pels ferengi.

## Argument
En una recepció a bord de la nau estel·lar de la Federació Enterprise després d'una conferència comercial sobre Betazed, la consellera Deanna Troi discuteix amb la seva mare, Lwaxana Troi, sobre la seva insistència perquè Deanna es case i creï una família. A la mateixa festa, se li apropa el ferengi Daimon Tog de la nau Krayton, que està interessat en Lwaxana d'una manera sexual, però també explica que li agradaria que Lwaxana utilitzés la seva telepatia per ajudar-lo a tenir èxit en els negocis. La Lwaxana el rebutja rotundament, després s'enfada i comenta que preferiria menjar-se els llimacs de les ales d'Orió que sortir amb Tog. Deanna intenta parlar amb la Lwaxana a la seva habitació sobre l'incident, però acaba enfurismada pel comportament de la Lwaxana i se'n va.
Després, a instàncies del capità Picard, el comandant Riker i Deanna Troi decideixen fer una baixa ràpida a la costa a Betazed mentre l' Enterprise es dirigeix a una missió rutinària estudiant una nebulosa. Lwaxana rastreja la seva filla i Riker, amb la intenció de fomentar un romanç renovat entre la parella. Tot just comença quan Daimon Tog arriba. Mentre Riker expressa la seva sorpresa, Tog afirma que ha vingut per Lwaxana. Quan Lwaxana torna a rebutjar-lo, aquesta vegada amb el risc de provocar un incident interestel·lar, Tog es fa transportar a ell i als altres a bord del Krayton.
Els tres es desperten en una cel·la a bord del Krayton. Aleshores,  Tog fa que la Deanna i la Lwaxana arribin al laboratori de Farek, un metge ferengi que espera estudiar la telepatia de la Lwaxana mitjançant sondes mentals. En el procés de transportar-los deixa enrere la roba de les dones, dient que les dones no són prou dignes de portar roba. Lwaxana fingeix estar interessada en Tog, i aconsegueix el retorn de Deanna a la cel·la amb Riker acceptant discutir amb Tog una proposta per utilitzar les seves habilitats telepàtiques en les negociacions comercials.
Riker atrau un guàrdia ferengi a una partida d'escacs tridimensionals, i un cop fora de la cel·la, Riker ràpidament domina el guàrdia. Un cop alliberats, Deanna i Riker intenten enviar un missatge a l' nterprise, només per saber que el sistema de comunicació de la nau està protegit per un codi d'accés. Mentre Lwaxana sedueix Tog fregant-li les orelles, rep un missatge telepàtic de Deanna que li demana que intenti obtenir el codi d'accés de Tog.
La Lwaxana gairebé ha convençut Tog perquè li digui el codi quan Farek entra i l'atrapa en l'acte. Farek amenaça d'humiliar Tog revelant la seva incompetència als ferengi, però s'ofereix a oblidar l'incident si  Lwaxana se li lliura per experimentar, malgrat que les proves proposades poden ser letals.
Mentrestant, l' Enterprise abandona la nebulosa, que ha estat interferint amb les comunicacions, i s'assabenta pels funcionaris de Betazed que Riker i le Trois han estat segrestats. Tornant a Betazed, la tripulació de l’ Enterprise descobreix flors autòctones d'un planeta Ferengi al lloc on es van veure per última vegada Deanna i Riker. Picard ordena una exploració de freqüència per veure si Riker ha enviat un missatge d'alguna manera, però no poden recollir res perceptible. Riker aprofita el sistema del Krayton que suprimeix la distorsió Cochrane del camp de curvatura de la nau i el modula per generar un senyal en un patró que espera que la tripulació de l' Enterprise reconegui.
Enmig de la recerca, l'alferes en funcions Wesley Crusher està en preparació final per marxar a la Terra per al seu segon intent d'aprovar l'examen d'accés a l'Acadèmia de la Flota Estel·lar. Quan està a punt de marxar, s'adona que la interferència modulada en si pot ser el senyal, i es precipita cap al pont, perdent el seu transport de tornada a la Terra. Descodificant el senyal, Wesley descobreix que Riker ha proporcionat l'encapçalament del Krayton i l'Empresa surt a la seva persecució.
Mentrestant, Deanna experimenta dolor mentre sent les sondes mentals que s'utilitzen a la seva mare. Riker, havent acabat de configurar la modulació de la distorsió Cochrane, s'arma i irromp al laboratori de Farek per alliberar Lwaxana, però es produeix un enfrontament quan Tog entra amb un faser. Just aleshores arriba l' Enterprise, i Lwaxana compra l'alliberament de Troi i Riker en acceptar quedar-se amb Tog. Després que Riker i Deanna tornen a l'Enterprise, Picard (a petició de Deanna) fa el paper d'un amant gelós, descrivint el seu amor per Lwaxana i dient-li a Tog que si no la pot tenir, ningú ho farà, i amenaça amb destruir el "Krayton" si no l'entreguen immediatament. Picard recita parts de quatre dels Sonets de Shakespeare (147, 141, 18 i 116 [l'últim dels quals està parcialment enfosquit per un diàleg i una línia de Lwaxana] Otel·lo, Acte V, escena 2, i recita frases famoses sobre l'amor del cant 27 de "In Memoriam A.H.H.", d’Alfred, Lord Tennyson mentre donava ordres de dispara totes les armes al Krayton si Lwaxana no torna als seus braços en deu segons, llavors comença un compte enrere de manera ominosa. Tement per la seva vida, Tog envia ràpidament a Lwaxana directament al pont de l' Enterprise, i el Krayton marxa ràpidament; Lwaxana està tan presa per la professió poètica d' "amor" d'en Picard que ocupa el seu lloc imaginat a la seva falda a la cadira de comandament. Picard s'aixeca de pressa, ofereix amablement la cadira del capità a Lwaxana, després ordena a l’alferes Crusher que posi rumb cap a Betazed, i després en un to silenciós estableix una velocitat de "curvatura 9!"
Wesley Crusher és més tard convocat a la sala preparada per Picard, on se li informa que haurà d'esperar un any més abans de poder tornar a sol·licitar l'ingrés a l'Acadèmia de la Flota Estel·lar; mentrestant, es mantindrà a l' Enterprise. Picard, a la llum de les contribucions de Wesley a la nau ia la tripulació, li dóna una promoció de camp a subtinent.

## Repartiment i doblatge al català
La sèrie va ser doblada al català pels estudis Tramontana (primera part) i Soundtrack (segona part) i emesa a TV3 l’any 1991. Els dobladors de l'episodi foren:
| Personatge      | Actor/actriu     | Veu en català       |
| --------------- | ---------------- | ------------------- |
| Jean-Luc Picard | Patrick Stewart  | Joan Crosas         |
| William Riker   | Jonathan Frakes  | Antoni Forteza      |
| Data            | Brent Spinner    | Joaquim Sota        |
| Geordi La Forge | LeVar Burton     | Aleix Estadella     |
| Worf            | Michael Dorn     | Enric Arquimbau     |
| Beverly Crusher | Gates McFadden   | Aurora Garcia       |
| Deanna Troi     | Marina Sirtis    | Victòria Pagès      |
| Wesley Crusher  | Will Wheaton     | Roger Pera          |
| Lwaxana Troi    | Majel Barrett    | Marta Padovan       |
| Daimon Tog      | Frank Corsentino | Joan Antón Ramoneda |
| Nibor           | Peter Slutsker   | Miquel Bonet        |
| Reittan Grax    | Rudolph Willrich | Enric Arredondo     |
| Farek           | Ethan Phillips   | Oriol Rafel         |

## Producció
- Ethan Phillips, que fa el seu debut a Star Trek en aquest episodi com a Ferengi, després es convertiria en un habitual de Star Trek: Voyager, interpretant el personatge Neelix.
- Les escenes de Betazed es van filmar al jardí botànic de la Biblioteca Huntington.
- Després de la promoció de Wesley en aquest episodi, el creador de Star Trek Gene Roddenberry va presentar a l'actor Wil Wheaton amb la seva insígnia de grau de segon tinent (l'equivalent de l'exèrcit a alferes), que havia rebut mentre servia a les Forces Aèries de l'Exèrcit dels Estats Units a la Segona Guerra Mundial. Colin Powell, aleshores President de la Junta de Caps de l'Estat Major i més tard secretari de Defensa dels Estats Units, també va estar present en aquesta cerimònia.[3]
- Segons la guionista Susan Sackett, la història original va estar molt influenciada pel conte d'O. Henry The Red Chief's Ransom, però es va modificar significativament. Melinda Snodgrass, Richard Manning i Hans Beimler van fer canvis importants al guió, però no se'n van acreditar als crèdits de l'episodi.[4]

## Recepció
El 2018, Entertainment Weekly, va classificar "Ménage à Troi" com un dels deu millors moments de Jean Luc Picard. El 2018, Tom's Guide va classificar aquest episodi com un dels 15 millors episodis amb el capità Picard.
James Whitbrook va classificar Ménage à Troi al número 10 d'una llista de gizmodo.com del 2017 dels 15 episodis més estranys de Star Trek: La nova generació.
El 2019, CBR va classificar "Ménage à Troi" com el setè episodi més divertit de Star Trek.
El 2020, GameSpot va assenyalar aquest episodi com un dels moments més estranys de la sèrie, el discurs de Picard, que sentien mentre que l'humor estava a prop de ser ridícul per a ells.
Escrivint per a Tor Books el 2013, Keith DeCandido el va valorar com un episodi bastant dolent de Star Trek: La nova generació. Va pensar que Tog era un dolent ridícul i va trobar la trama artificiosa i cansada. Va destacar alguns moments positius, entre ells Ethan Phillips com Farek, que fa un dolent molt més convincent que Tog, així com Riker i Troi fent de parella, l'actuació de Wil Wheaton i sobretot la magnífica recitació de Shakespeare de Patrick Stewart. En general, DeCandido va trobar que l'episodi era un dels punts baixos de la tercera temporada, d'altra banda força reeixida. D'altra banda, va notar la inclusió en el càsting de Majel Barrett en un guió de Susan Sackett amb el títol que tenia:
| « | En la categoria "massa informació", el títol és una obra de teatre sobre un terme francès que s'utilitza generalment per indicar el sexe entre tres persones. L'episodi va ser coescrit per Susan Sackett, que va ser l'assistent personal del creador de Trek, Gene Roddenberry, i amb qui va tenir una relació llarga, i va protagonitzar l'esposa de Roddenberry. Això no és "gens estrany". | » |

## Llançament
L'episodi es va publicar amb la caixa del DVD de la tercera temporada de Star Trek: La nova generació, llançat als Estats Units el 2 de juliol de 2002. Tenia 26 episodis de la temporada 3 en set discos, amb una pista d'àudio Dolby Digital 5.1.Va ser llançat per cop en Blu-ray d'alta definició als Estats Units el 30 d'abril de 2013.